# 8ª edizione dei Directors Guild of America Award
L'8ª edizione dei Directors Guild of America Award si è tenuta nel corso del 1956 e ha premiato il migliore regista cinematografico e televisivo del 1955.

## Cinema
- Delbert Mann – Marty, vita di un timido (Marty)
- Richard Brooks – Il seme della violenza (Blackboard Jungle)
- John Ford – La lunga linea grigia (The Long Grey Line)
- Elia Kazan – La valle dell'Eden (East of Eden)
- Henry Koster – A Man Called Peter
- Joshua Logan – Picnic
- Daniel Mann – La rosa tatuata (The Rose Tattoo)
- Mark Robson – I ponti di Toko-Ri (The Bridges at Toko-Ri)
- John Sturges – Giorno maledetto (Bad Day at Black Rock)
- Charles Vidor – Amami o lasciami (Love Me or Leave Me)
- Billy Wilder – Quando la moglie è in vacanza (The Seven Year Itch)

## Televisione
- Don Weis – Jane Wyman Presents the Fireside Theatre per l'episodio Little Guy
- Robert Florey – Four Star Playhouse per l'episodio The Executioner
- Roy Kellino – Four Star Playhouse per l'episodio The Collar
- Ted Post – Medic per l'episodio Mercy Wears an Apron
- William A. Seiter – Schlitz Playhouse of Stars per l'episodio Night of the Big Swamp

## Premi speciali

### Premio D.W. Griffith
- Henry King